# بنیامینو بونومی
بنیامینو بونومی (انگلیسی: Beniamino Bonomi؛ زادهٔ ۹ مارس ۱۹۶۸) قایقران کانو اهل ایتالیا است.